# Bibó István-díj
A Bibó István-díj, a Magyar Politikatudományi Társaság díja, amelyet Bibó István magyar politikus tiszteletére 1980-ban az Amerikai Egyesült Államok Boston nevű városában alapítottak.

## Díjazottak
2012-ig az alábbi, Wikipédia-szócikkel bíró személyek kapták meg:
- Ágh Attila (1997)
- Bihari Mihály (1996)
- Bozóki András (2009)
- Csoóri Sándor (költő) (1984)
- Edelényi Gábor
- Enyedi Zsolt (2004)
- Gombár Csaba (1993)
- Halmai Gábor (jogász) (1998)
- Hankiss Elemér (2012)
- Hofer Tamás (1996)
- Kenedi János (1982)
- Komoróczy Géza (1997)
- Körösényi András (2000)
- Kulcsár Kálmán (2001)
- Pálné Kovács Ilona (2011)
- Schlett István (1996)
- Schmidt Péter (jogász) (1996)
- Stumpf István (2019)
- Szabó Zoltán (író) (Boston, 1980)
- Szabó Márton (egyetemi tanár) (2006)
- Szabó Máté (politológus) (2007)
- Szalai Erzsébet (2000)
- Sztáray Zoltán (1983)